# Thomisus angulatulus
Thomisus angulatulus là một loài nhện trong họ Thomisidae.
Loài này thuộc chi Thomisus. Thomisus angulatulus được Carl Friedrich Roewer miêu tả năm 1951.